# Chris Tierney (soccer)
Pour les articles homonymes, voir Chris Tierney.
Chris Tierney est un joueur américain de soccer né le 9 janvier 1986 à Wellesley (Massachusetts). Il évolue durant toute sa carrière professionnelle, au poste d'arrière gauche avec le Revolution de la Nouvelle-Angleterre en MLS.

## Biographie
Tierney fréquente le programme de formation de jeunes footballeurs des Boston Bolts dirigé par Paul Mariner. Il réalise une très honorable carrière universitaire en NCAA avec les Cavaliers de la Virginie qui lui vaut d'être repêché en 13e position lors de la MLS Supplemental Draft de 2008 par le Revolution de la Nouvelle-Angleterre.
Il obtient un contrat professionnel avec l'équipe de sa région natale et dispute son premier match avec les Revs contre les Kickers de Richmond à l'occasion des huitièmes de finale de la Coupe des États-Unis de soccer 2008. Il est l'auteur de deux passes décisives lors de cette victoire 2-0.
Il dispute la finale de la SuperLiga 2008 remportée aux tirs au but.

## Palmarès
- SuperLiga : 2008